# Época juliana
La época juliana es una época que está basada en el año juliano, cuyo valor exacto es de 365.25 días. Desde 1984 se utilizan en lugar de las antiguas épocas besselianas.
El cálculo de la época juliana se basa en:
J = 2000.0 + (Fecha juliana - 2451545.0)/365.25
La época actual estándar es la J2000.0, que corresponde al 1 de enero de 2000, 12:00 del Tiempo terrestre.
- Datos: Q9098801